# Opius caricivorae
Opius caricivorae är en stekelart som beskrevs av Fischer 1964. Opius caricivorae ingår i släktet Opius och familjen bracksteklar. Inga underarter finns listade i Catalogue of Life.